# Kräklingbo
Kräklingbo ist ein småort auf der schwedischen Insel Gotland. Der Ort liegt 33 km südöstlich von Visby, 17 km südöstlich von Roma, 30 km südlich von Slite und 12 km nördlich von Ljugarn. In dem Ort liegt die Kirche von Kräklingbo.

## Geschichte
Der Name lautete im 14. Jahrhundert Kreclingabo. Es war der Name eines Hofs. Der erste Teil enthält inge für Einwohner und wahrscheinlich kräkla für trockener Zweig (schwedisch torr gren) oder (schwedisch krok) für Biegung. Die Endung bo steht für Weiler (schwedisch bygd).
Kräklingbo liegt im östlichen Landesinnern von Gotland. Das Gebiet des Kirchspiels besteht in der Umgebung des Orts aus landwirtschaftlicher Nutzfläche, umgeben von Waldland. Der Ort Kräklingbo hat 80 Einwohner und 35 ha, das Kirchspiel hat 193 Einwohner und 46,02 km² Fläche, wovon 45,9 km² Land sind.
Hofnamen im Kirchspiel sind: Ekeskogs, Foler, Gurpe, Hagrume, Haideby, Histilles, Kräklings, Kärrmans, Lambskvie, Lilla Hammars, Nygårds, Prästbacken, Prästgården, Rågåkre, Skåne, Smiss, Stenstugu, Stora Hammars, Sutarve, Tings, Tjängvide, Träske, Vidfälle, Österby.

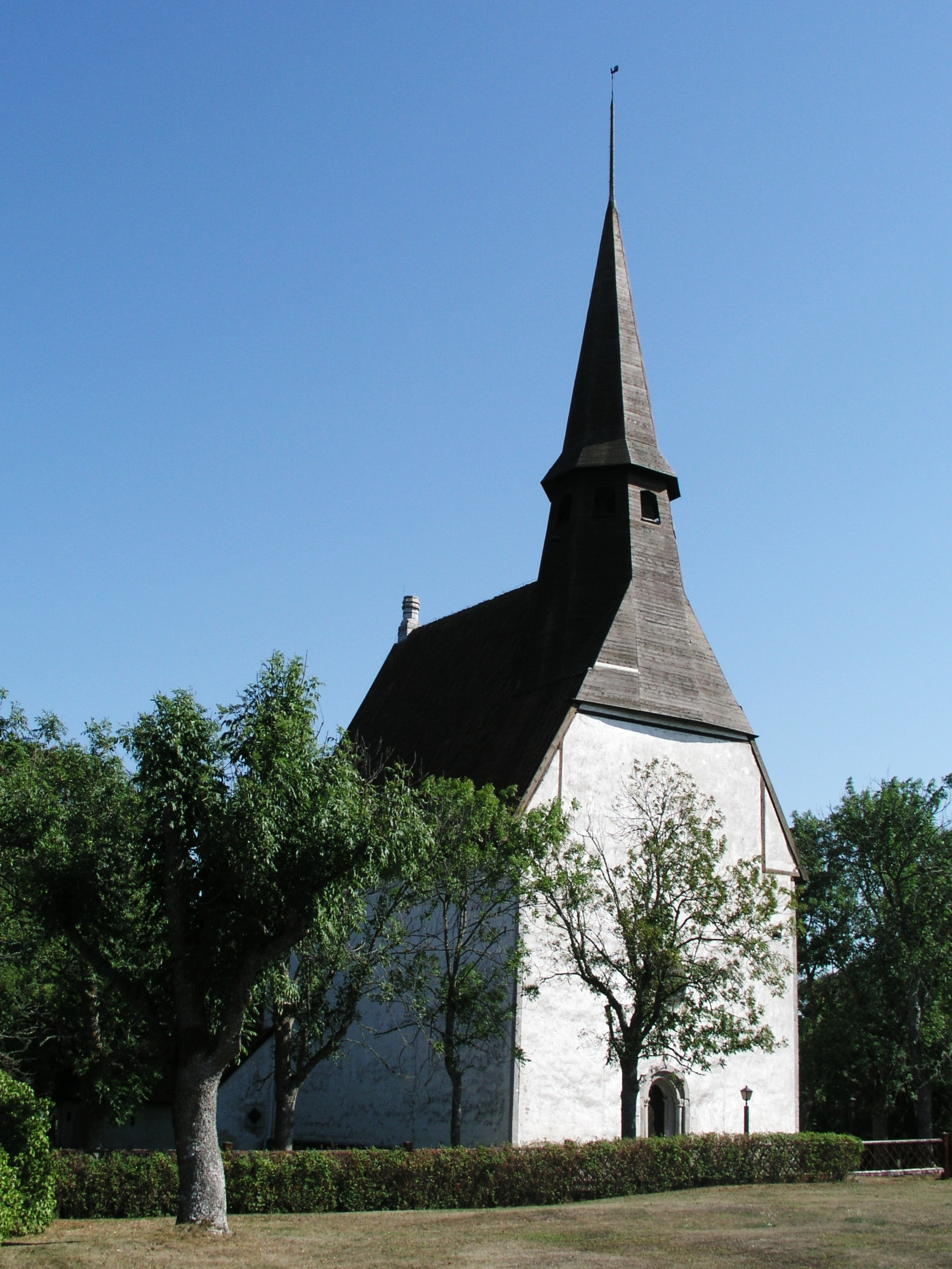
Kirche von Kräklingbo
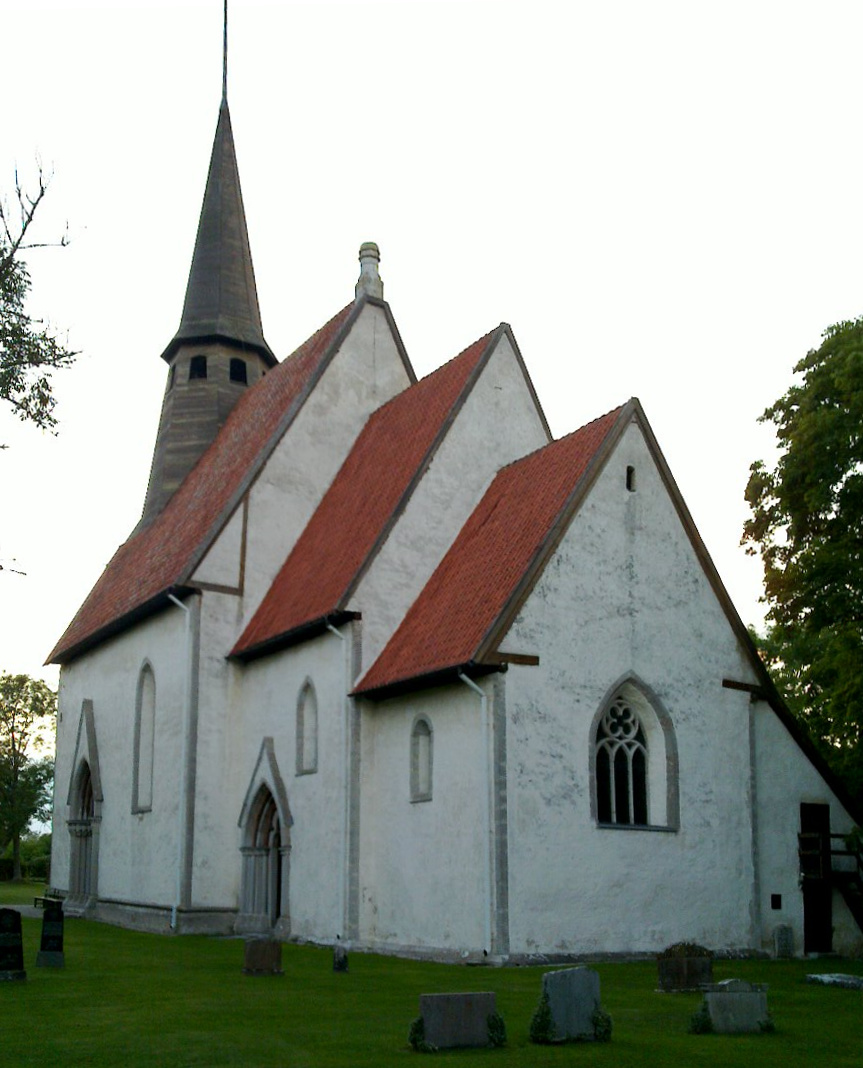
Kirche
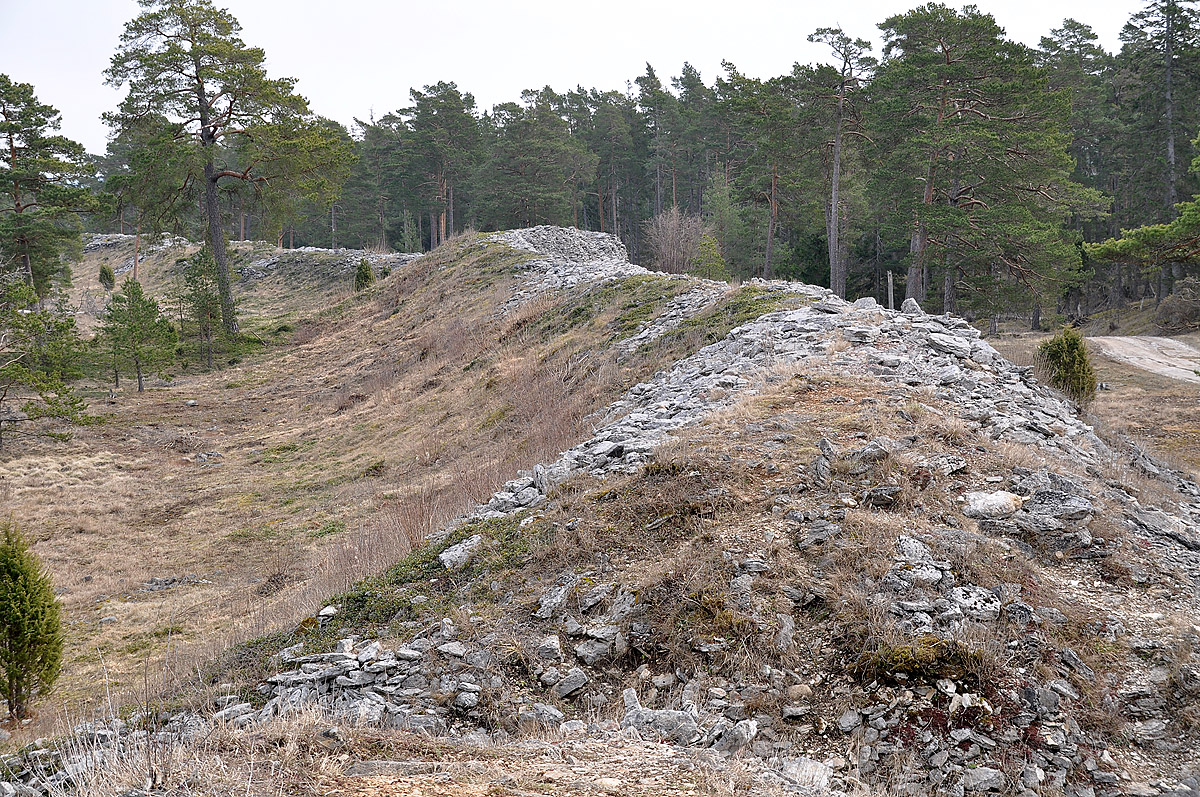
Torsburg
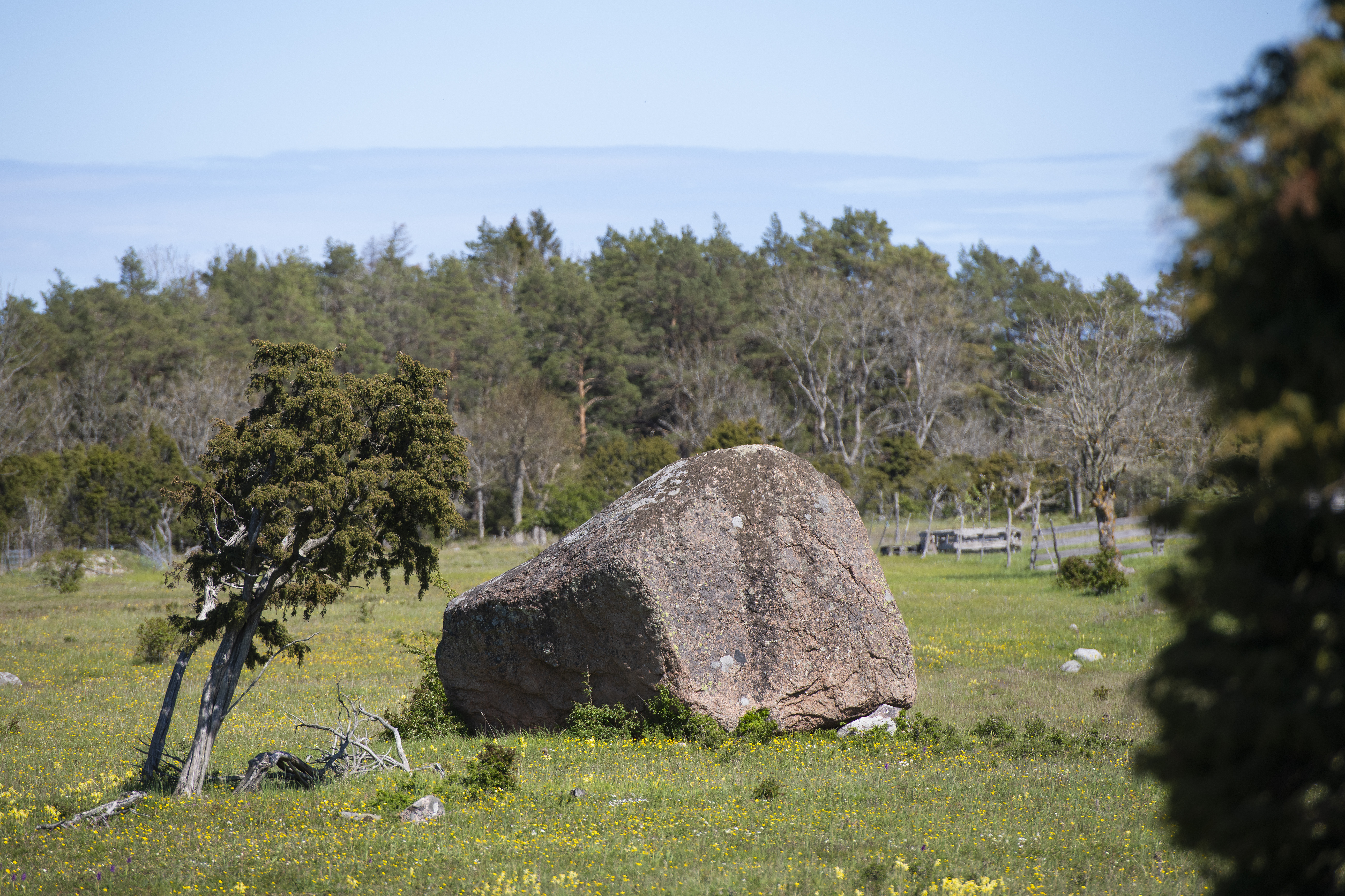
Findling

## Archäologische Fundplätze
Im Kirchspiel befinden sich Sliprännor (dt. Schleifrinnen) im felsigen Untergrund und in Blöcken. Aus der Steinzeit gibt es einen Wohnplatz und eine hällkista. Aus der Bronzezeit gibt es viele Rösen. Aus der Eisenzeit finden sich 37 Grabfelder mit ungefähr 100 Gräbern und 17 Kilometer Steinwege (schwedisch stensträng) und drei vorgeschichtliche Wallburgen, von denen die Torsburg am bekanntesten ist.